# Dicrotendipes pallidicornis
Dicrotendipes pallidicornis är en tvåvingeart som först beskrevs av Maurice Emile Marie Goetghebuer 1934.  Dicrotendipes pallidicornis ingår i släktet Dicrotendipes och familjen fjädermyggor. Inga underarter finns listade i Catalogue of Life.